# Тибблинг, Симон
Симон Яльмар Фридель Тибблинг (швед. Simon Hjalmar Friedel Tibbling; 7 сентября 1994, Стокгольм, Швеция) — шведский футболист, полузащитник норвежского клуба «Сарпсборг 08». Участник Олимпийских игр 2016 года в Рио-де-Жанейро.

## Клубная карьера

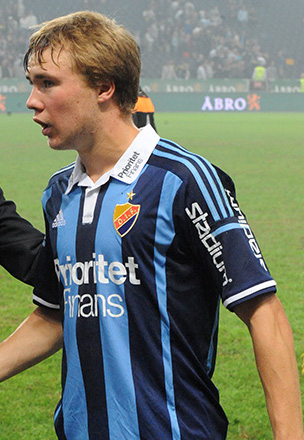
Тибблинг в составе «Юргордена»

Тибблинг — воспитанник клубов «Броммапойкарна» и «Юргорден». В последнем он и начал профессиональную карьеру. 29 апреля 2012 года в матче против «Кальмара» он дебютировал в Аллсвенскан лиге. 22 октября в поединке против ГАИСа Симон забил свой первый гол за команду. В 2013 году он помог клубу выйти в финал Кубка Швеции.
В начале 2015 года Тибблинг перешёл в нидерландский «Гронинген». Сумма трансфера составила 1,5 млн евро. 16 января в матче против амстердамского «Аякса» он дебютировал в Эредивизи. 12 апреля в поединке против «Камбюра» Симон забил свой первый гол за «Гронинген». Тибблинг помог клубу выиграть Кубок Нидерландов в первом же сезоне.
Летом 2017 года Тибблинг перешёл в датский «Брондбю». Сумма трансфера составила 700 тыс. евро. 6 августа в матче против «Копенгагена» он дебютировал в датской Суперлиге. В этом же поединке Симон забил свой первый гол за «Брондбю». за футбольный клуб «Брённбю» Симон провел 56 официальных игр в которых успел забить 5 голов и получить 7 желтых карточек и 0 красных .

## Международная карьера
В 2015 году в составе молодёжной сборной Швеции Симон выиграл молодёжный чемпионат Европы в Чехии. На турнире он сыграл в матчах против сборных Дании, Англии и дважды Португалии. В поединках против шведов и португальцев Тибблинг забил два гола.
В 2016 году Симон в составе олимпийской сборной Швеции принял участие в Олимпийских играх в Рио-де-Жанейро. На турнире он сыграл в матчах против команд Колумбии, Нигерии и Японии.
В том же году в составе молодёжной сборной Швеции Тибблинг принял участие в молодёжном чемпионате Европы в Польше. На турнире он сыграл в матче против команды Англии и Польши.

## Достижения
Командные
«Гронинген»
- Обладатель Кубка Нидерландов: 2015

Брондбю
- Обладатель Кубка Дании: 2018

Международные
Швеция (до 21)
- Молодёжный чемпионат Европы 2015